# Flash Art
Flash Art ist ein Kunstmagazin mit Schwerpunkt auf zeitgenössische Kunst. 
Das Magazin erscheint heute in den Editionen: Flash Art Italia (auf Italienisch) und Flash Art International (auf Englisch) sowie Flash Art Czech & Slovak Edition und Flash Art Hungary.

## Geschichte
Flash Art wurde 1967 in Rom von dem Kunstkritiker und Verleger Giancarlo Politi gegründet. Ursprünglich als zweisprachige Publikation in Italienisch und Englisch konzipiert, wurde das Magazin 1978 in zwei separate Ausgaben aufgeteilt: Flash Art Italia und Flash Art International. Seit 1971 befindet sich der Hauptsitz des Magazins in Mailand.
In den späten 1960er Jahren spielte Flash Art eine bedeutende Rolle bei der Verbreitung der Arte-Povera-Bewegung, insbesondere durch die Veröffentlichung des Manifests „Notes for a Guerrilla War“ von Germano Celant im November 1967. Das Magazin widmete sich auch der Transavanguardia-Bewegung, indem es Werke von Künstlern wie Enzo Cucchi, Francesco Clemente und Sandro Chia präsentierte.
Im Jahr 1973 gründete Politi den Verlag Giancarlo Politi Editore, der neben Flash Art auch das Art Diary veröffentlichte, ein Verzeichnis von Kunstinstitutionen, Galerien und Künstlern.
1972 widmete Flash Art ein Sonderheft der Documenta V, das mit einem Cover von Hans Haacke versehen war. Diese Ausgabe dokumentierte die Kontroversen und kritischen Reaktionen auf die Ausstellung, die von Harald Szeemann kuratiert wurde. Haackes Beitrag und die Diskussionen rund um die Ausstellung rückten die politischen Dimensionen der Kunst und die Beziehung zwischen Kunst und Institutionen in den Vordergrund.
1992 veröffentlichte Flash Art einen vierseitigen Beitrag über zeitgenössische chinesische Kunst, verfasst von Kong Chang’an, einem jungen Kunstkritiker, der in Italien studierte. Dieser Artikel trug dazu bei, das westliche Interesse an der chinesischen Avantgarde zu wecken und die internationale Wahrnehmung chinesischer Künstler zu fördern.
Maurizio Cattelan hatte eine enge Beziehung zur Zeitschrift. 1998 führte der Kunstkritiker Massimiliano Gioni ein Interview mit Cattelan, das zur Zusammenarbeit führte, bei der Gioni in Cattelans Namen Interviews führte. Diese Praxis verwischte die Grenzen zwischen Kunst und Realität, ein Thema, das Cattelan oft in seiner Arbeit aufgriff. Cattelan nutzt Flash Art auch als Plattform, um die Kunstwelt humorvoll herauszufordern und die Wahrnehmung von Kunst und Realität zu hinterfragen. Seit 1994 gestaltete er insgesamt zwölf Mal das Titelbild, mehr als jeder andere Künstler in der Geschichte des Magazins.
Seit September 2020 erscheint Flash Art vierteljährlich.

## Weitere Publikationen

### Dune
Dune ist ein akademisches, zweisprachiges Journal für Mode, Design und visuelle Kultur, das von Flash Art seit 2020 herausgegeben und von der Kunsthistorikerin und Professorin Maria Luisa Frisa geleitet wird. Die Zeitschrift erscheint halbjährlich und widmet sich in jeder Ausgabe einem zentralen Thema, das durch wissenschaftliche Essays, visuelle Beiträge und kritische Reflexionen internationaler Forscher und Kreativer beleuchtet wird.

### Flash Art Volumes
Das Magazin bringt seit 2024 die Reihe Flash Art Volumes heraus, die sich mit Architektur und Design auseinandersetzt. Anti-Composition, wurde mit Luigi Alberto Cippini als Gastkurator im Frühjahr 2024 veröffentlicht. Die zweite Ausgabe, Crisis Formalism, erschien im April 2025 und wurde von Michael Abel und Nile Greenberg von ANY kuratiert.

### Agenda 2025
Flash Art Italia veröffentlichte 2025 die Agenda 2025, eine über 300-seitige Publikation, die sich mit der zeitgenössischen Kunstszene in Italien beschäftigt.

## Redaktion und Leitung
Seit 2015 wird Flash Art von Gea Politi, der Tochter des Gründers, geleitet. Gemeinsam mit Cristiano Seganfreddo fungiert sie als Herausgeberin des Magazins.

## Internationale Ausgaben
Neben den italienischen und internationalen Ausgaben gibt es auch regionale Editionen von Flash Art, darunter die Flash Art Czech & Slovak Edition.

## Zusammenarbeit

### Künstler auf den Covern von Flash Art (Auswahl)
Die Cover von Flash Art haben eine bedeutende Rolle dabei gespielt, ikonische Werke und einflussreiche Künstler der zeitgenössischen Kunstwelt einer breiten internationalen Öffentlichkeit vorzustellen. 
- Andy Warhol (1981)
- Anne Imhof (2023)
- Cindy Sherman (1996)
- Damien Hirst (1996)
- Damian Loeb (1998)
- David Hammons (2016)
- David Salle (1985)
- Jeff Koons (1987)
- Joan Mirò (1981)
- Georg Baselitz (1982)
- Maurizio Cattelan (1994, mehrfach)
- Sol LeWitt (1973)

### Einflussreiche Mitarbeiter von Flash Art (Auswahl)
Im Laufe seiner Geschichte hatte Flash Art renommierte Kunstkritiker und Kuratoren die die Entwicklung des Magazins prägten.
- Achille Bonito Oliva (seit den 1980er Jahren)
- Francesca Alinovi (1970er Jahre)
- Francesco Bonami (seit den 1990er Jahren)
- Hans Ulrich Obrist (seit den 1990er Jahren)
- Harald Szeemann (seit den 1970er Jahren)
- Nicolas Bourriaud (1990er Jahre)
- Rosalind Krauss (seit den 1980er Jahren)